# James Sant
James Sant (né à Croydon, Surrey, Angleterre, le 23 avril 1820 et mort en 1916) est un peintre britannique spécialisé dans les portraits, en particulier de femmes et d'enfants.

## Biographie
James Sant est né le 23 avril 1820 à Croydon, Surrey, fils de William Sant (1787–1850) et de sa femme, Sarah Maria Baker (1793–1868).
Au cours des années 1830, il étudie l'aquarelle avec John Varley, puis avec Augustus Wall Callcott, avant de bénéficier de l'enseignement de la Royal Academy en 1840 à l'âge de vingt ans
Sa sœur Sarah Sherwood Clarke est également une artiste accomplie, mais on ne connait de son travail qu'une collection de 48 vues différentes de l'Écosse datant de 1854. Ces aquarelles ont été exposées pour la première fois au "Watercolors & Works on Paper Fair" à Londres en février 2010. Elle a épousé Frederick Clarke, surintendant et plus tard secrétaire du South Western Railway.
En 1851, James Sant épousa Elizabeth (Eliza) Thomson, fille du Dr. Thomson, chirurgien.
Il se fait connaître en 1861, en exposant les portraits d'amis et de parents de Frances, Lady Waldegrave, dans la galerie d'Ernest Gambart à Pall Mall.
Son frère George Sant (1821–1877), membre de la Royal Society of British Artists, est un peintre paysagiste. Les deux frères collaboraient occasionnellement à des peintures, et ils étaient tous deux en relation avec Charles Dodgson (Lewis Carroll). Dogson a pris James, sa fille Sarah Fanny et son fils Jemmy comme sujets de ses études photographiques.
Il est élu membre de la Royal Academy en 1870 et réalise les portraits des enfants royaux et en particulier celui du prince Léopold et de la princesse Béatrice en 1870. Deux ans plus tard, en 1872 il succède à Sir George Hayter comme peintre principal ordinaire de la Reine Victoria et de la famille royale. Il sera le dernier artiste à détenir ce titre.
Commandant de l'Ordre royal de Victoria (CVO) en 1914 il démissionne la même année de la Royal Academy pour «faire de la place aux hommes plus jeunes».
Il a continué à peindre jusqu'à un âge avancé et mourut à Lancaster Gate, Londres, le 12 juillet 1916 à l'âge de 96 ans.

## Œuvre
Entre 1840 et 1904, James Sant a exposé environ 250 peintures à la Royal Academy. Le premier est un portrait de son père William Sant, le dernier a été exposé en 1915. 
Sant est «l'empereur des enfants», selon les termes du magazine l'Athenaeum. Néanmoins, nombre de ses tableaux étaient des paysages et en particulier des jardins. Il a également peint des marines, des paysages avec des animaux et d'autres sujets dont la Wish Tower, une  Tour Martello à Eastbourne. 
Son tableau de 1853 de L'Enfant Samuel fut son premier succès populaire, et les gravures de celui-ci, du Petit Chaperon rouge (Little Red Riding Hood) et de L'Éveil de l'âme (The Soul's Awakening) se sont vendues en grand nombre.
Ses derniers tableaux sont de style plus libre. Certains ont été comparés favorablement aux travaux des Impressionnistes français, d'autres sont plus fantastiques.
- Autoportrait (1844), huile sur carton collé sur toile, 60 × 54 cm, National Portrait Gallery, Londres
- Le Conte de fée (1845-1870), huile sur toile, 61 × 76 cm, Walker Art Gallery, Liverpool[11]
- Courage, anxiété et désespoir: regarder la bataille (vers 1850), huile sur toile, 122 × 152 cm, Collection privée, Vente 2012[12]
- Sentiment (1851-1853), huile sur toile, 76 × 63 cm, Wallace Collection, Londres[13]
- Portrait de sa femme Elizabeth et de sa fille (1852), huile sur toile, 76 × 63 cm, Collection privée, Vente MutualArt 2019[14]
- La Novice (1856), huile sur toile, 61 × 51 cm, Harris Museum & Art Gallery, Preston[15]
- Princesse Helena (1846-1923) & Princesse Louise (1848-1939) (1857), huile sur toile, 104 × 92 cm, Royal Collection[16]
- Portrait des sœurs Russell(1858), huile sur toile, 96 × 74 cm, Collection privée, Vente 2013[17]
- Une épine au milieu des roses (1887), huile sur toile, 112 × 86 cm, Manchester Art Gallery[18]
- Prince Léopold (1853-1884) (avant 1869), huile sur toile, 61 × 51 cm, Royal Collection[19]
- Princesse Louise de Galles (1867-1931) (1872), huile sur toile, 46 × 41 cm, Royal Collection[20]
- Le Jardin de Miss Martineau (1873), huile sur panneau, 31 × 47 cm, Tate Britain, Londres[21]
- Ophélie, huile sur toile, 63 × 76 cm, Collection of Mr. and Mrs. Sandor Korein, Vente 1998[22]
- Le Duo, huile sur toile, 77 × 64 cm, Tate Britain, Londres[23]
- Henri, duc d'Aumale (1822-1897) (1848-1860), huile sur toile, 128 × 102 cm, Royal Collection[24]

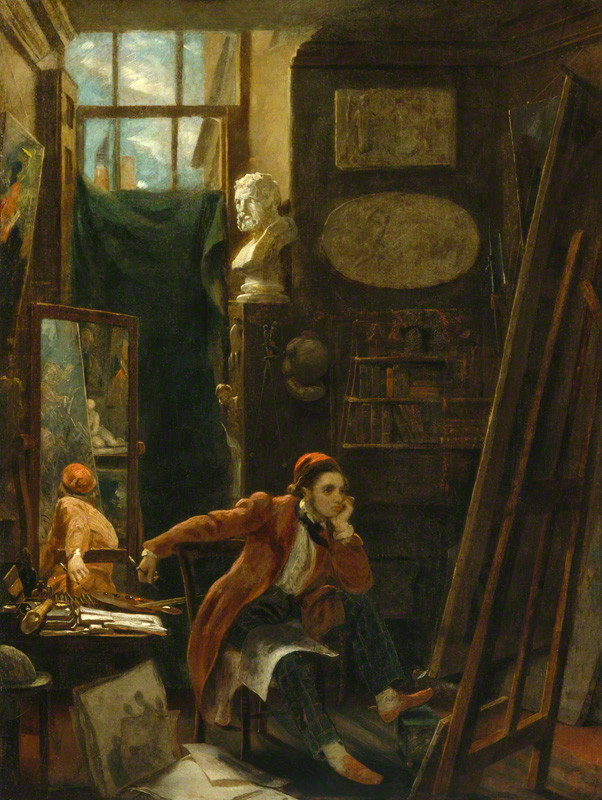
Autoportrait, 1844 National Portrait Gallery
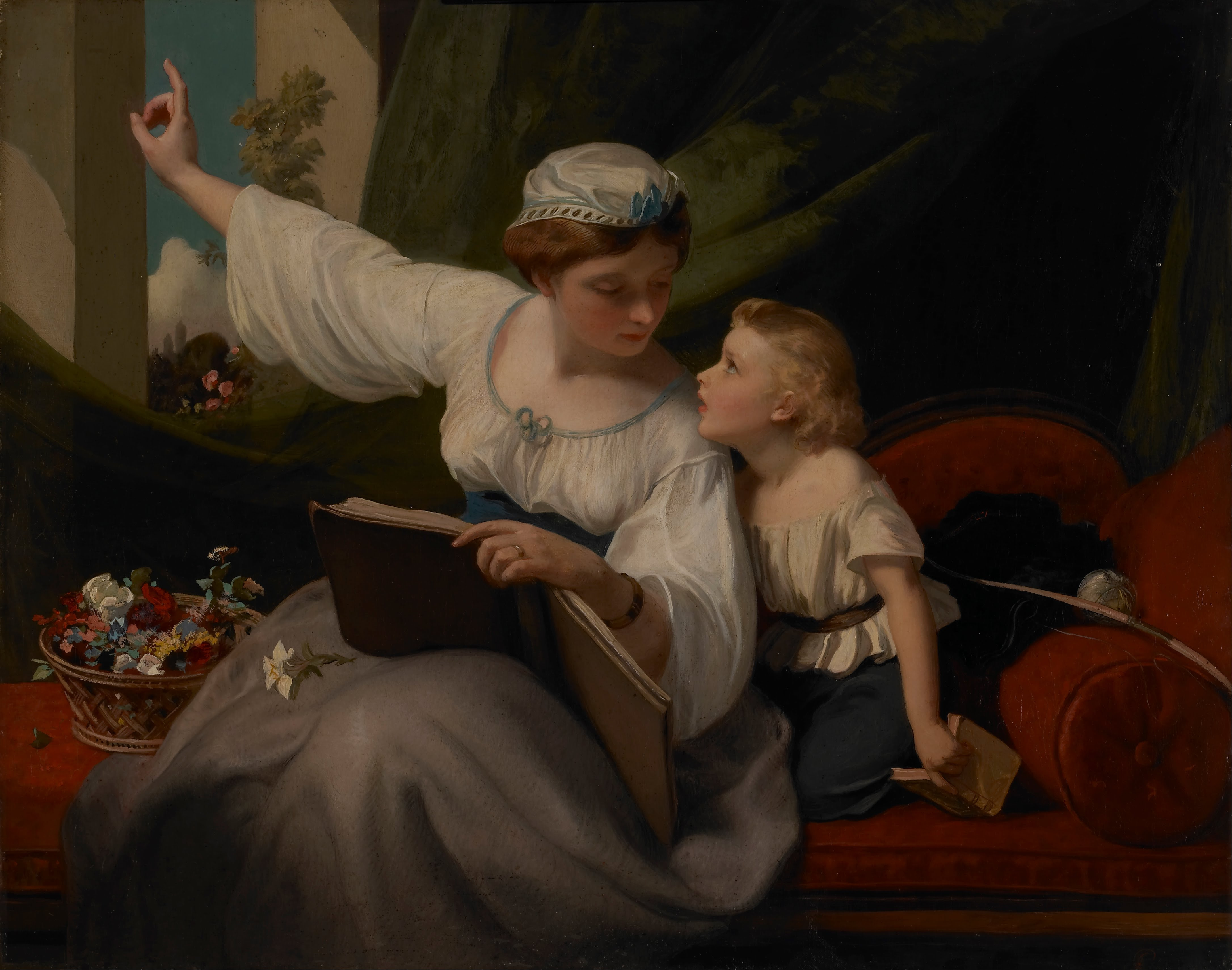
Le Conte de fées, 1845-1870 Walker Art Gallery, Liverpool
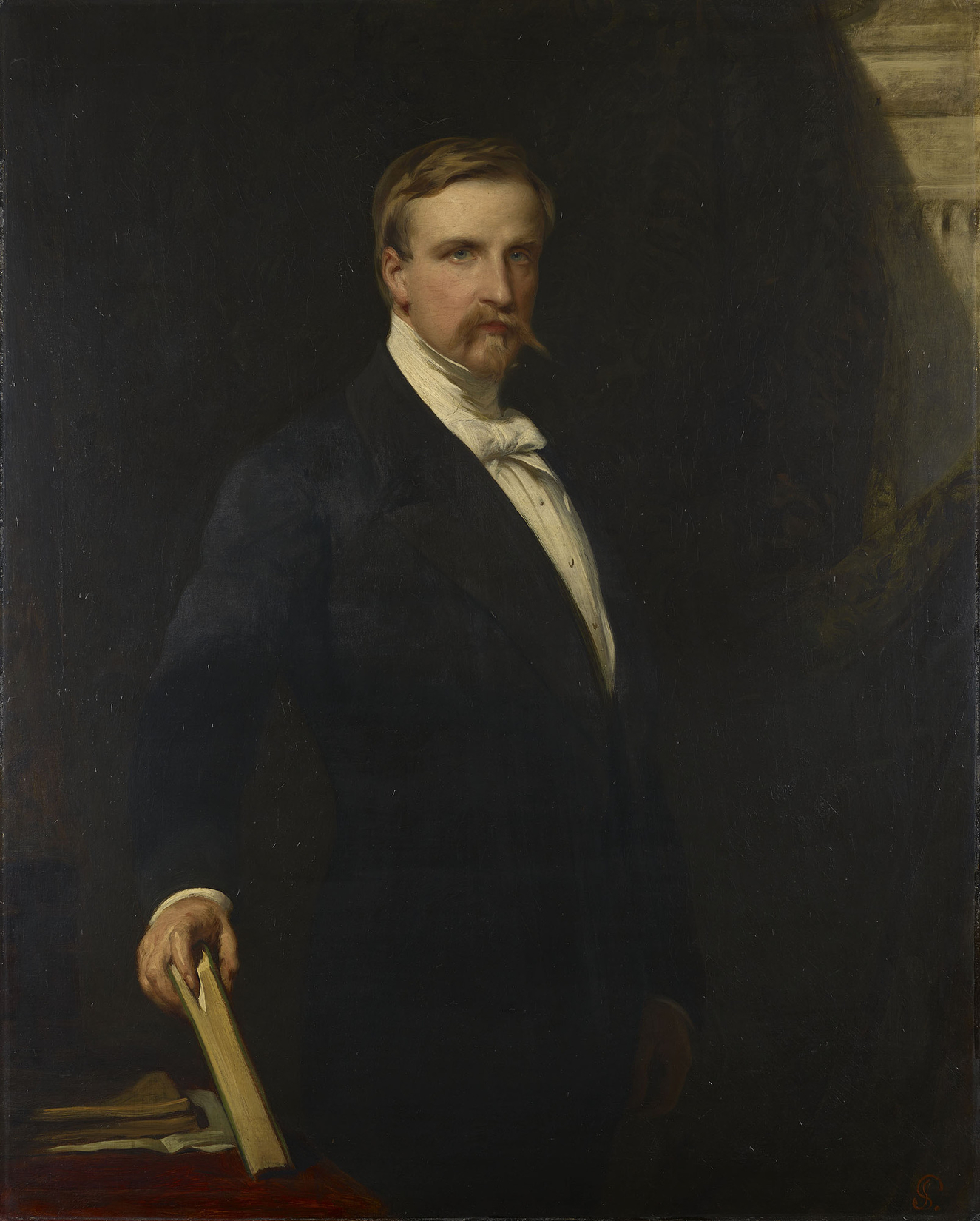
Henri, duc d'Aumale (1848-1860) Royal Collection
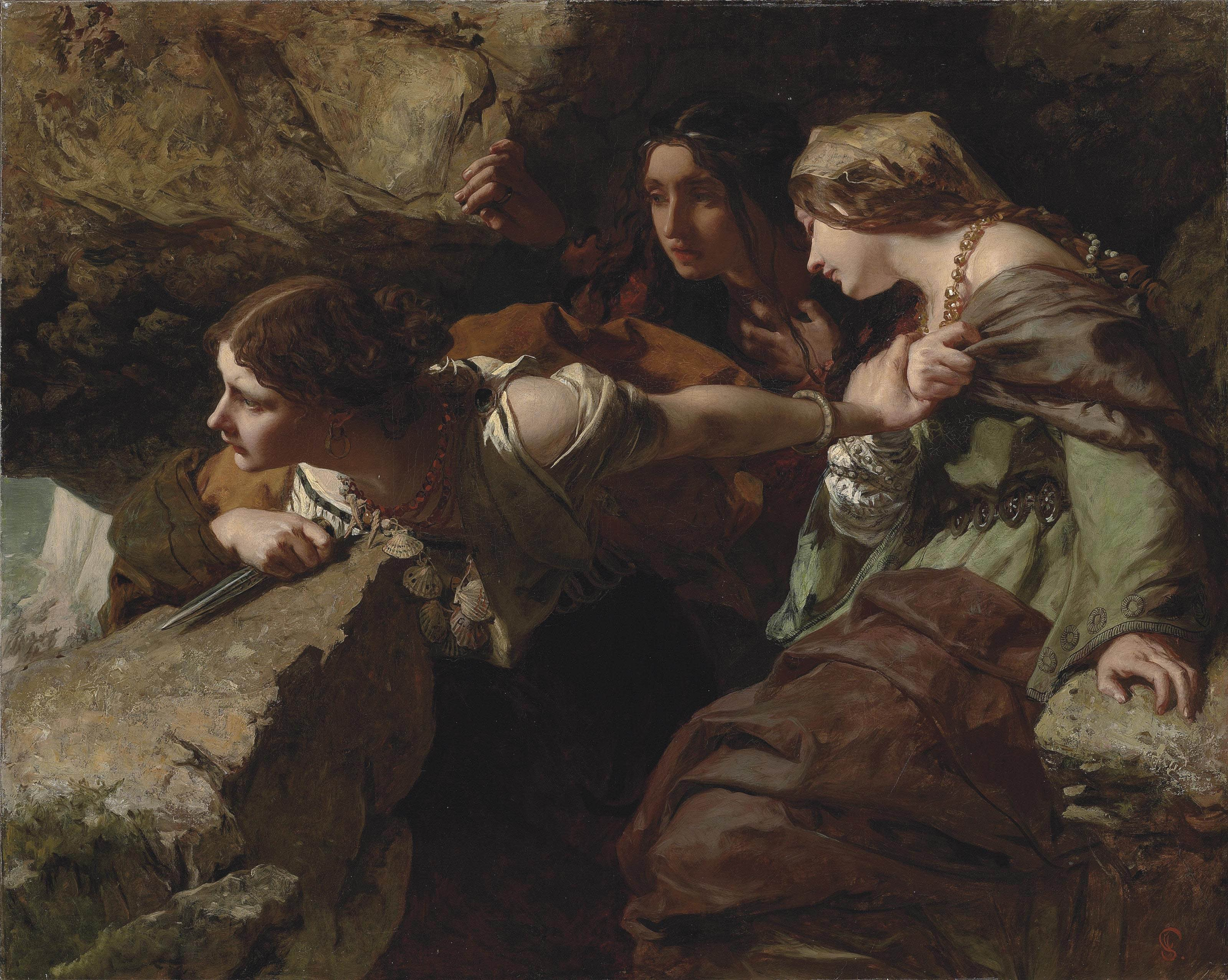
Courage, anxiété et désespoir, vers 1850 Collection privée
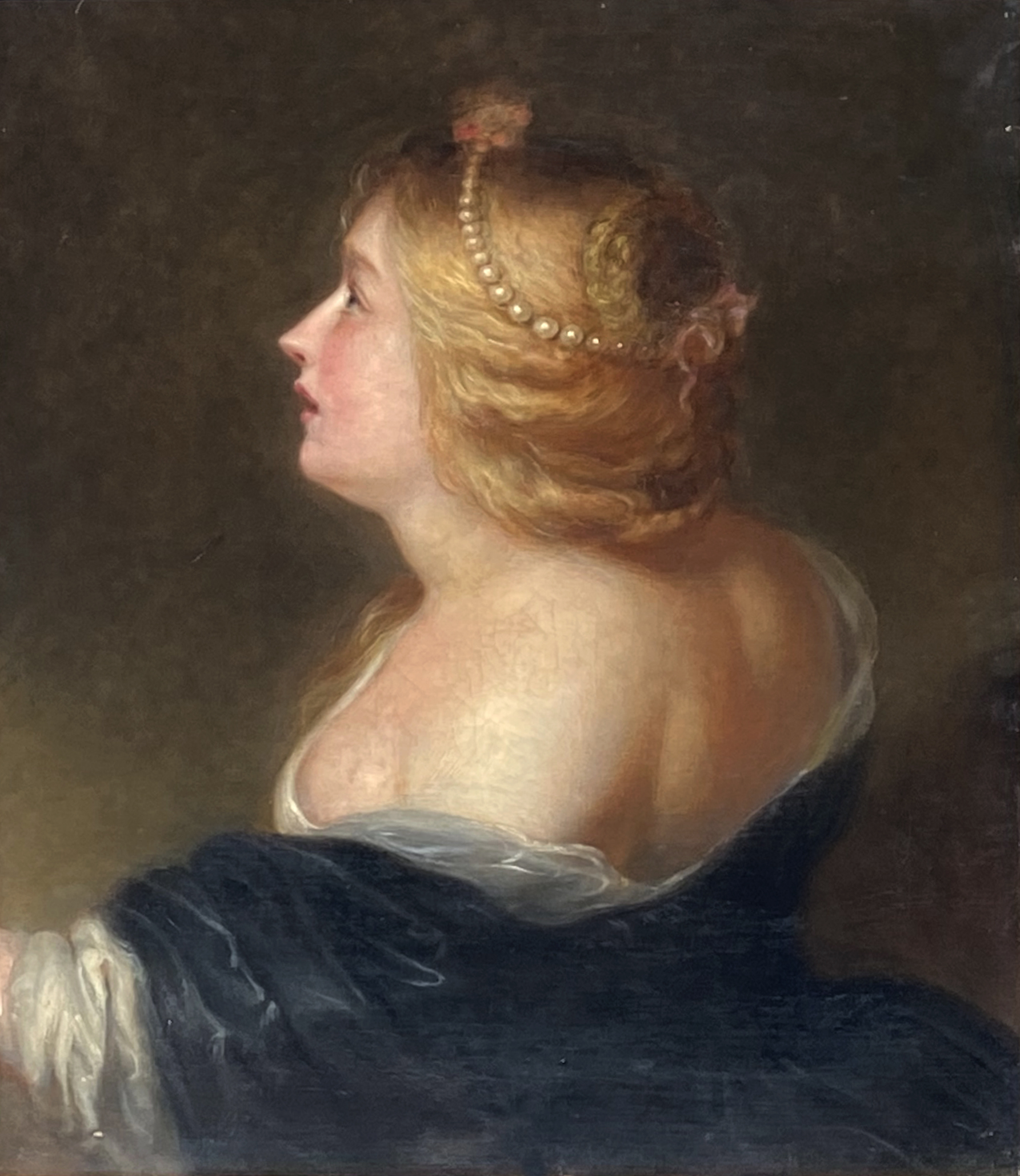
Dame en perles, 1880 Collection privée
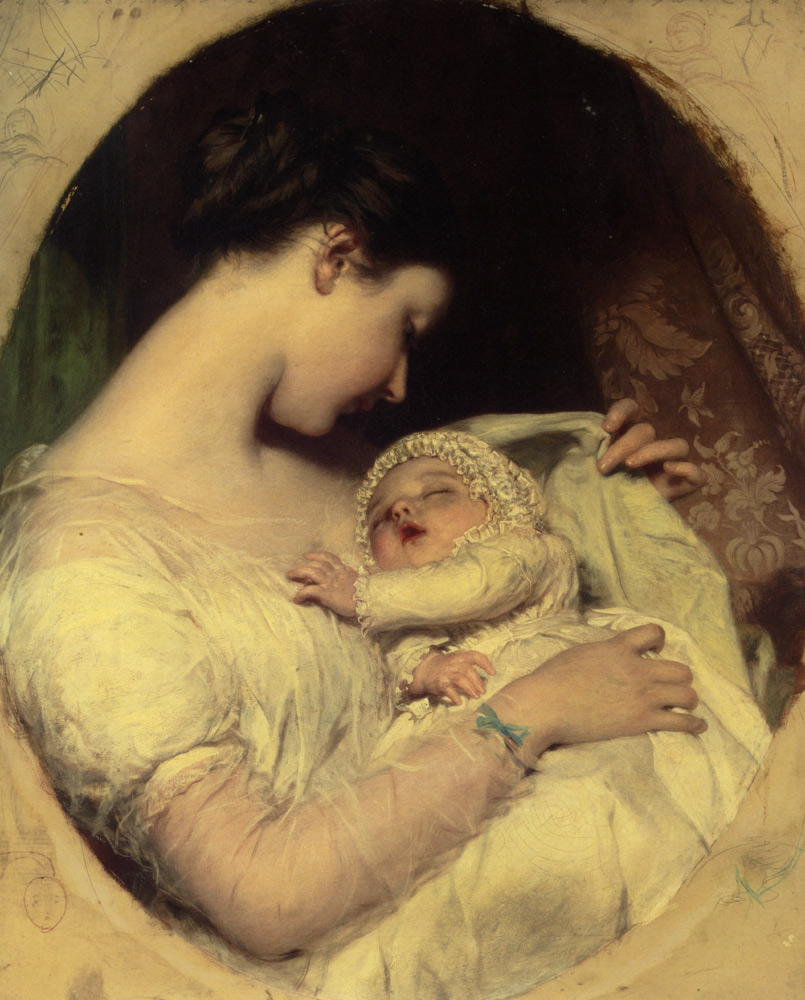
Portrait de sa femme Elizabeth et de sa fille, 1852 Collection privée
La Novice, 1856 Harris Museum & Art Gallery
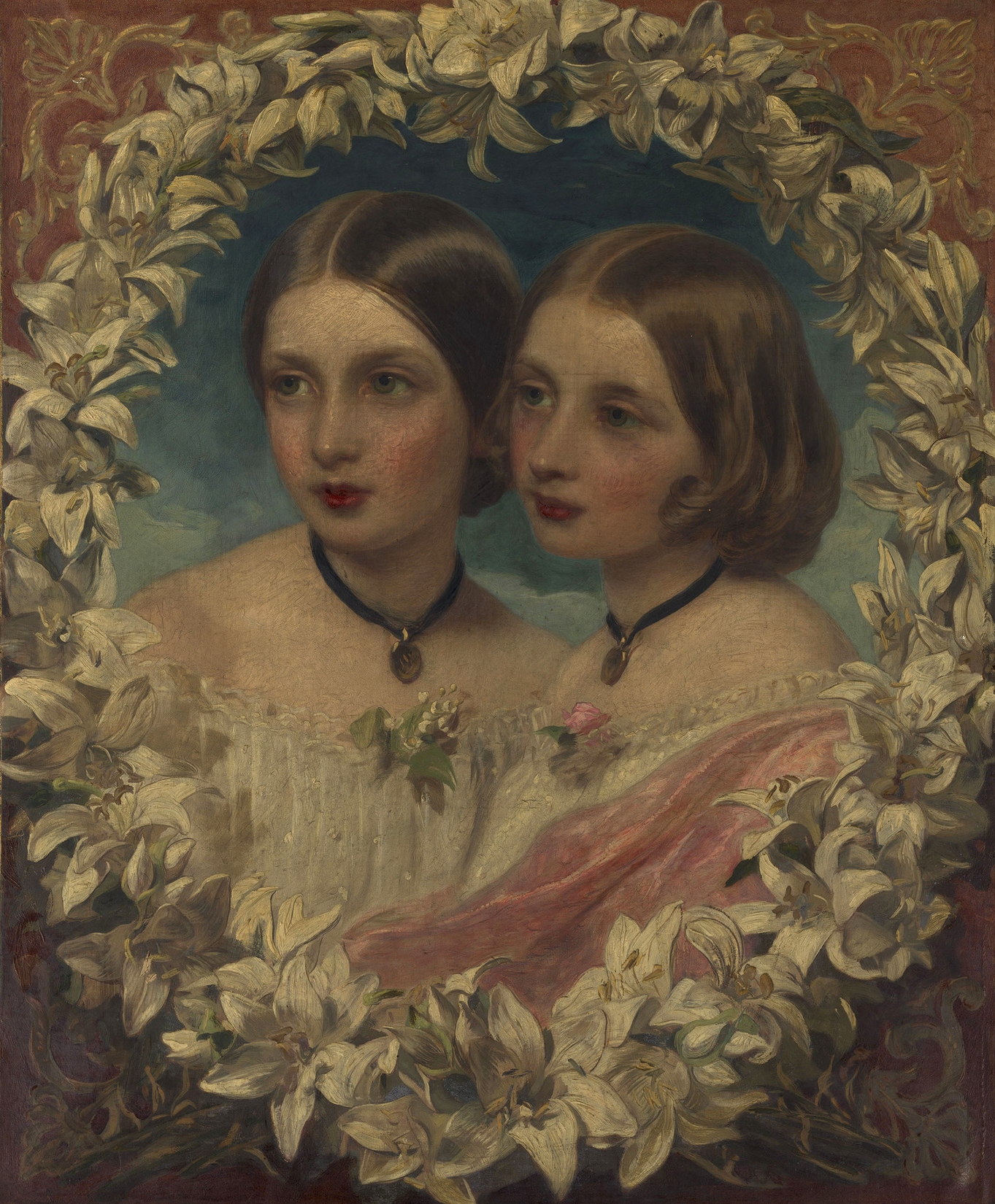
Princesses Helena & et Louise (1857) Royal Collection
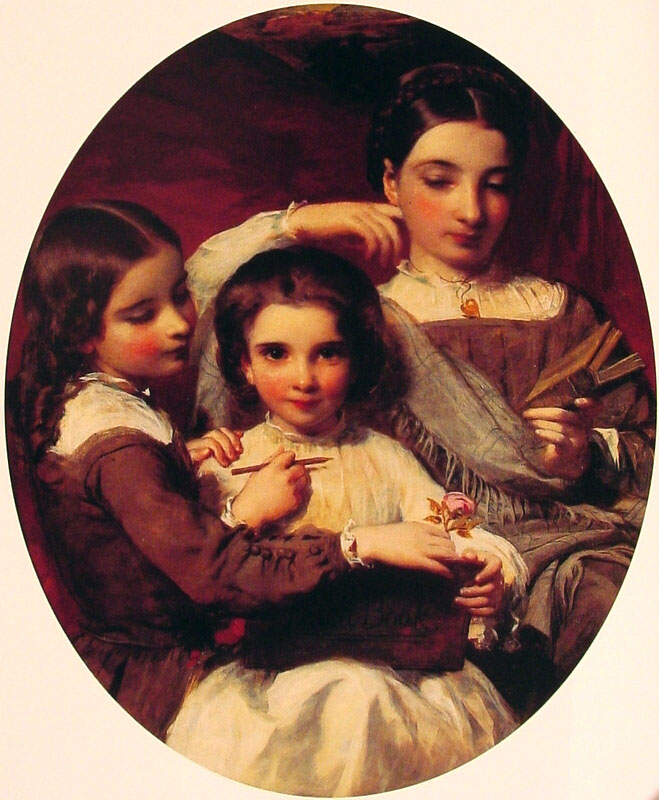
Les Sœurs Russell, 1858 Collection privée
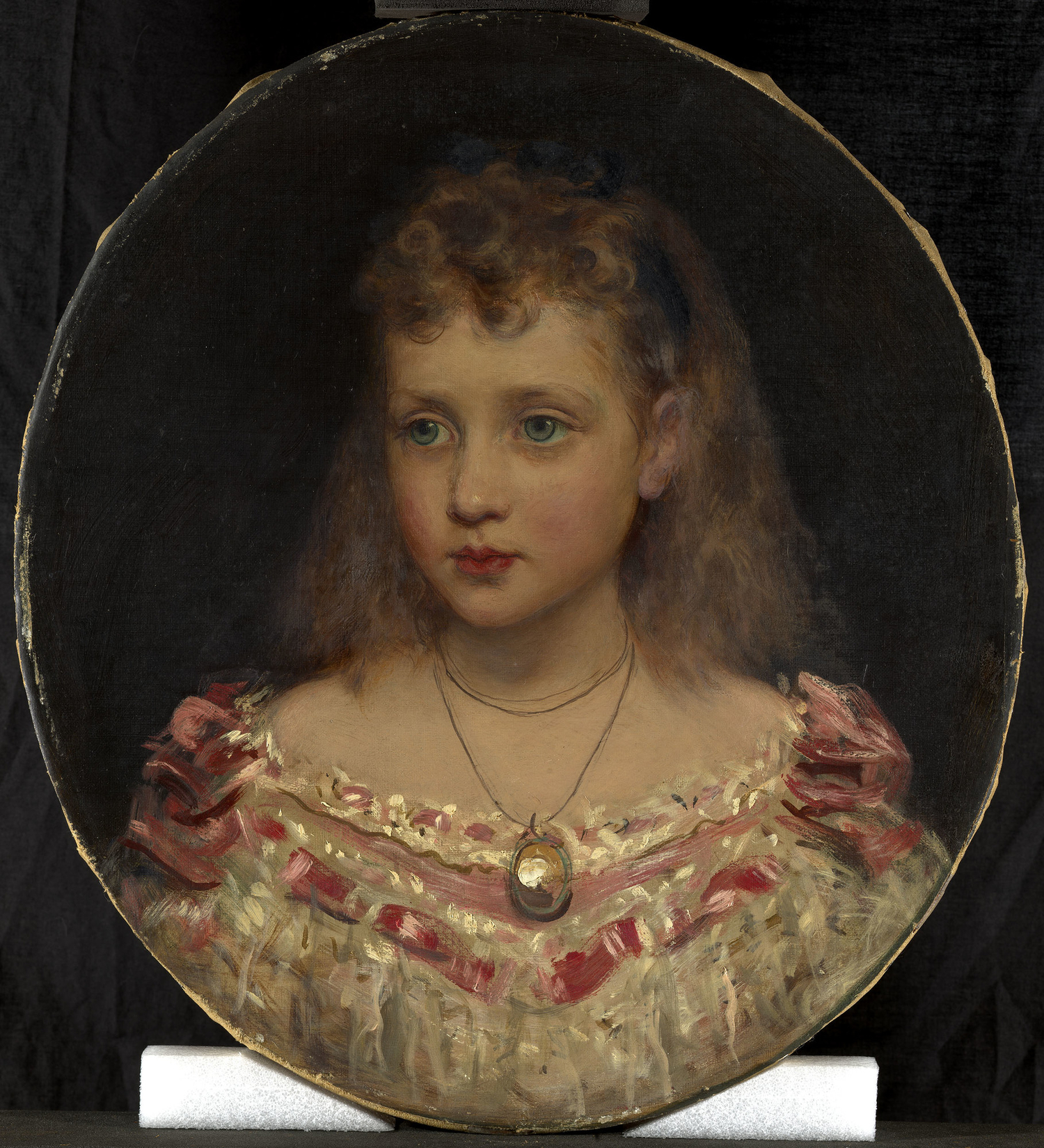
Princesse Louise de Galles, 1872 Royal Collection
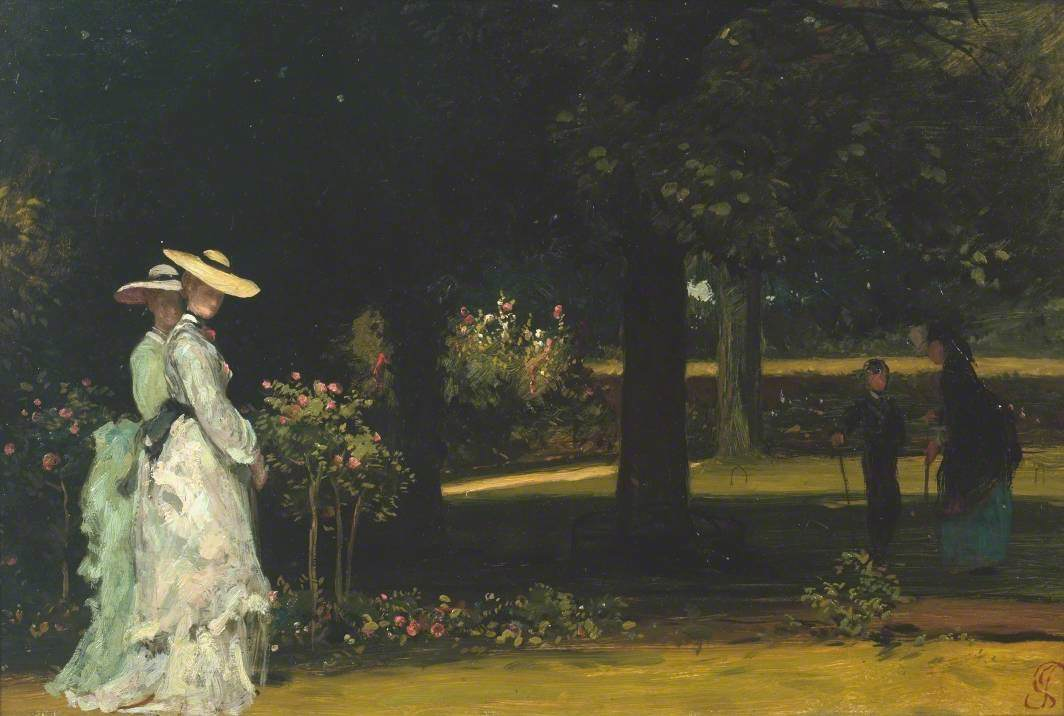
Le Jardin de Miss Martineau, 1873 Tate Britain
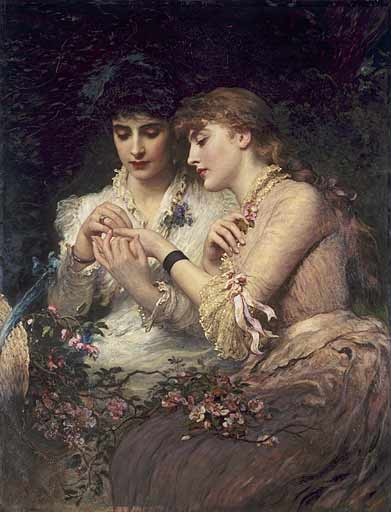
Une épine au milieu des roses, 1887 Manchester Art Gallery
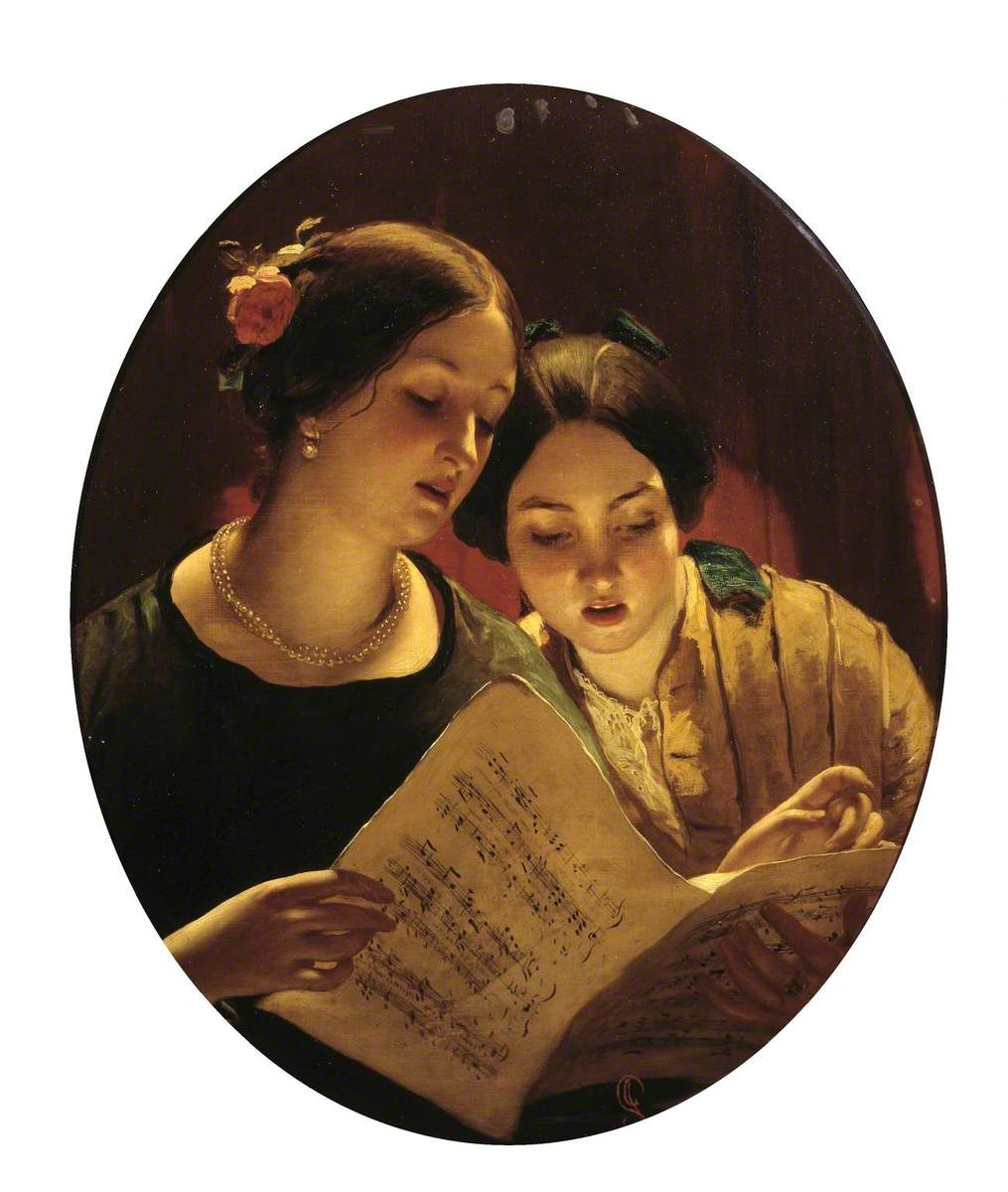
Le Duo Tate Britain, Londres